# Черничное (Кобринский район)
Черни́чное (бел. Чарнічнае) — деревня в Кобринском районе Брестской области Белоруссии. Входит в состав Тевельского сельсовета.
По данным на 1 января 2016 года население составило 2 человека в 2 домохозяйствах.

## География
Деревня расположена в 20 км к северо-западу от города Кобрин, 8 км к северо-востоку от станции Тевли и в 65 км к востоку от Бреста.
На 2012 год площадь населённого пункта составила 0,11 км² (11 га).

## История
Населённый пункт известен с 1563 года. В разное время население составляло:
- 1999 год: 5 хозяйств, 7 человек;
- 2009 год: 3 человека;
- 2016 год[2]: 2 хозяйства, 2 человека;
- 2019 год[1]: 1 человек.